# کوه‌های کشی
کوه‌های کشی (انگلیسی: Kushi) یک مجموعه کوه در کشور پاکستان است.